# Paul Morphy
Paul Charles Morphy (Nueva Orleans, Luisiana, 22 de junio de 1837-10 de julio de 1884) fue un jugador de ajedrez estadounidense. Se le considera uno de los más grandes ajedrecistas de todos los tiempos y a la vez mejor jugador del mundo, aunque el título de campeón mundial no existía oficialmente en su época. Fue llamado "El orgullo y la tristeza del Ajedrez" porque tuvo una brillante carrera, pero se retiró del juego cuando sólo tenía 22 años.
Bobby Fischer y Viswanathan Anand lo consideran uno de los diez mejores ajedrecistas de todos los tiempos, y Fischer lo llegó a describir como "posiblemente el jugador más preciso que jamás haya existido".
Morphy nació en Nueva Orleans (Luisiana), en una familia rica y distinguida. Aprendió a jugar al ajedrez observando las partidas entre su padre y su tío. Su familia pronto se dio cuenta del talento del chico y le animó a jugar en las reuniones familiares. A los nueve años, era considerado uno de los mejores jugadores de Nueva Orleans. Con tan sólo doce años de edad, Morphy derrotó al maestro húngaro Johann Jakob Lówental en una serie de tres partidas. 
Morphy tenía la intención de dedicarse al Derecho. Pero después de graduarse en 1857, aún no tenía la edad suficiente para ejercer como abogado y se encontró sin nada que hacer. Recibió una invitación para jugar en el Primer Congreso Estadounidense de Ajedrez en la ciudad de Nueva York, y, a instancias de su tío, lo aceptó. Morphy ganó el torneo, en el que tomaban parte algunos de los mejores jugadores de la época, tales como Alexander Meek y Ludwig Paulsen. Morphy fue declarado campeón de ajedrez de los Estados Unidos y se quedó en Nueva York durante el resto del año, ganando la gran mayoría de sus partidas. En 1858, Morphy viajó a Europa para retar al Campeón de Europa Howard Staunton. Morphy jugó contra todos los mejores jugadores europeos, por lo general ganando fácilmente. La partida contra Staunton nunca tuvo lugar, pero Morphy fue aclamado como el mejor jugador del mundo por la mayor parte de Europa.
Tras su triunfo, Morphy volvió a los Estados Unidos y recorrió varias ciudades en su camino de regreso a Nueva Orleans. Morphy regresó a Nueva Orleans en 1859, y a sus veintidós años de edad, decidió retirarse del ajedrez para ejercer su carrera de derecho. Sin embargo, Morphy nunca fue capaz de establecer una práctica en leyes exitosa y terminó viviendo una vida de ocio gracias a la fortuna de su familia. A pesar de las apelaciones de sus admiradores, Morphy nunca volvió al ajedrez, y murió en 1884 de un derrame cerebral a la edad de cuarenta y siete años.

## Biografía

### Primeros años

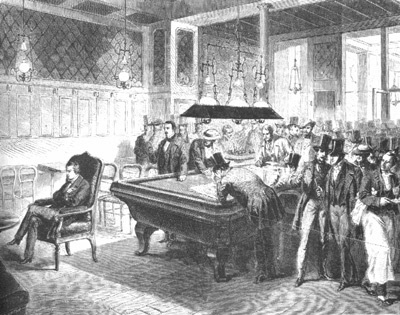
Paul Morphy jugando ajedrez a ciegas.

Morphy nació en Nueva Orleans, Luisiana, en una familia prominente y adinerada. Su padre, Alonzo Michael Morphy, quien había vivido unos años en España y tenía la nacionalidad española, sirvió como legislador en el estado de Luisiana, procurador general y justicia de la corte suprema. Su madre, Louise Thérèse Félicité Thelcide Le Carpentier, fue la musicalmente talentosa hija de una distinguida familia criolla. Morphy creció en un ambiente cortesano y cultural en el que el ajedrez y la música eran los elementos típicos de una reunión familiar.
Según su tío, Ernest Morphy, nadie enseñó a Morphy a jugar al ajedrez formalmente; Morphy aprendió por su cuenta como niño a base de la observación. Tras mirar silenciosamente una partida larguísima entre Ernest y Alonzo que habían abandonado como empate, el joven Paul los sorprendió declarando que Ernest debería haber ganado. Su padre y su tío no se habían dado cuenta de que Paul siquiera conociera las reglas del juego, mucho menos la estrategia. Quedaron más sorprendidos aún cuando Paul probó su teoría volviendo a poner las piezas y demostrando la victoria que se le había pasado a su tío.

### Victorias de juventud
Tras ese episodio la familia de Morphy lo reconoció como un talento precoz y lo animó a jugar en las reuniones familiares y clubs de ajedrez de la ciudad.
Antes de los 9 años de edad, era considerado uno de los mejores jugadores de Nueva Orleans. En 1846, el famoso general Winfield Scott visitó la ciudad, y avisó a sus anfitriones que deseaba una noche de ajedrez con un experto jugador local. El ajedrez era un pasatiempo ocasional de Scott; disfrutaba del juego y se consideraba un ajedrecista formidable. Después de cenar, se pusieron las piezas, y le presentaron a su oponente: el pequeño Paul. Al principio, Scott pensó que se estaban burlando de él, pero accedió a jugar al asegurarse de que el niño era un auténtico prodigio, bastante capaz de poner a prueba sus habilidades. Morphy le venció dos veces, la segunda vez anunciando un jaque mate forzado en seis jugadas. Como dos derrotas contra un niño era todo lo que podía soportar el ego de General Scott, declinó seguir jugando y se retiró para la noche. Nunca volvió a jugar contra Morphy.
En 1850, cuando Morphy tenía doce años, el maestro húngaro Johann Löwenthal visitó Nueva Orleans, y Alonzo le invitó a jugar contra su hijo. Löwenthal, quien a menudo había derrotado a jóvenes talentosos, consideraba el encuentro como una pérdida de tiempo, pero aceptó como un favor al prominente juez.
A la duodécima jugada de la primera partida, Löwenthal se dio cuenta de que se enfrentaba a un jugador formidable. Tras cada jugada impresionante del niño, las cejas de Löwenthal se alzaban de una manera que Ernest Morphy describió como comique. Löwenthal jugó tres partidas con Morphy durante su tiempo en Nueva Orleans, cosechando dos derrotas y un empate (según otra fuente, Morphy ganó todas).

### Educación y el Primer Congreso Estadounidense de Ajedrez
Durante los siguientes años Morphy no jugó mucho al ajedrez. Estudiando diligentemente, se graduó en el Spring Hill College de Mobile (Alabama), en 1854. Se quedó allí un año más, estudiando matemáticas y filosofía.
Estudió derecho en la Universidad de Luisiana (actualmente Universidad de Tulane). Se decía que, durante sus estudios, logró memorizar todo el libro de códigos y leyes de Luisiana.
Como no tenía la edad suficiente para practicar el derecho, Morphy volvió al ajedrez. Recibió una invitación para participar en el Primer Congreso Estadounidense de Ajedrez, que se celebraría en Nueva York desde el 6 de octubre al 10 de noviembre de 1857. Al principio lo declinó, pero animado por su tío, cambió de opinión y decidió participar. Venció a todos sus rivales, incluyendo a James Thompson, Alexander Beaufort Meek, y dos maestros alemanes, Theodor Lichtenhein y Ludwig Paulsen. Morphy se proclamó campeón de ajedrez de los Estados Unidos, pero no se vio afectado por su repentina fama. Según el número de diciembre de 1857 de Chess Monthly / Ajedrez Mensual, “se ganó el cariño de todos sus conocidos por su buena disposición, su modestia y su cortesía caballerosa”. En el otoño de 1857, quedándose en Nueva York, Morphy jugó 261 partidas, tanto regulares como con handicap. El resultado de las partidas regulares fue de 87 victorias, 8 empates, y 5 derrotas.

### Europa
Desde el principio, las habilidades de Morphy fueron subestimadas por la comunidad de ajedrez europea. Por su juventud y la escasa reputación del ajedrez estadounidense, la opinión sobre Morphy en Europa no era tan alta como en los Estados Unidos. Debido a su resultado en el Congreso de Ajedrez, muchos estadounidenses se sentían seguros de que tenían a un jugador suficientemente hábil para retar a los mejores jugadores de Europa y exigían que fuese apoyado por la Asociación de Ajedrez Estadounidense. Desafiaron a todos los jugadores de Europa que pasaran por Nueva York para que disputasen al menos una partida contra Morphy; pero la opinión en Europa era la de que el americano debería viajar al continente para retar a los campeones establecidos del Viejo Mundo, y no al revés. 
Entonces el Club de Ajedrez de Nueva Orleans determinó retar directamente al campeón Howard Staunton de Inglaterra. Pero Staunton declinó la oferta de viajar a Estados Unidos escribiendo en The Illustrated London News que no le era posible marchar a América, que Morphy debía ir a Europa si quería retar a Staunton y a los otros jugadores del continente.
Al final, Morphy se dio cuenta de que si de veras quería demostrar sus habilidades al mundo, tendría que hacer el viaje a Europa. Así que en 1858 Morphy llegó a Inglaterra y trató varias veces de acordar un encuentro contra Staunton; pero el campeón ya no parecía tan ansioso por jugar como lo había estado cuando Morphy se encontraba en América, y no fue esclavo de su palabra. Dio excusa tras excusa para no concretar una fecha y, al fin, Morphy se rindió y se dirigió a Francia para buscar otros oponentes menos miedosos. El encuentro contra Staunton nunca tendría lugar.
En el Café de la Régence en París, epicentro del ajedrez francés, Morphy derrotó al alemán Daniel Harrwitz, uno de los maestros más reconocidos de la ciudad. Sin embargo, durante su estancia en la ciudad Morphy sufrió un ataque de gripe. De acuerdo con la sabiduría médica establecida por los conocimientos médicos de la época, fue tratado con sanguijuelas, y perdió una cantidad importante de sangre. Pero a pesar de estar demasiado débil para ponerse de pie, Morphy insistió en continuar su partida contra el alemán Adolf Anderssen, considerado por muchos el mejor jugador de Europa. El encuentro entre Morphy y Anderssen tuvo lugar entre el 20 de diciembre y el 28 de diciembre de 1858, cuando Morphy tenía veintiún años de edad. Pese a su enfermedad, Morphy triunfó fácilmente, con este resultado: siete victorias, dos derrotas, y dos tablas. Preguntado sobre su derrota, Anderssen afirmó que no estaba en forma, pero también reconoció que Morphy era el mejor jugador y que había ganado limpia y justamente. Es más, opinó que Morphy era el mejor ajedrecista de todos los tiempos y aún mejor que el famoso campeón francés La Bourdonnais.
En Inglaterra y Francia, Morphy dio numerosas exhibiciones de partidas simultáneas, incluyendo demostraciones de ajedrez a la ciega en las que regularmente desafió y derrotó a ocho oponentes a la vez. En la Ópera de París, Morphy jugó una partida informal contra el Duque de Brunswick (Carlos II de Brunswick) y su amigo, el menos conocido Conde Isouard (Marc Léon Bruno Joseph Gustave d'Isoard-Vauvenargue) que se convertiría en su partida más famosa.

### Aclamado como campeón mundial
Con tan solo veintiún años, Morphy era ya bastante famoso. Una tarde en su hotel en París, mientras charlaba con su compañero Frederick Edge, tuvo un visitante inesperado. “Soy el príncipe Galitzine; deseo ver al señor Morphy”, dijo, según Edge. Morphy se identificó. “¡No, no es posible!”, exclamó el Príncipe, “¡eres demasiado joven!”. El príncipe Galitzine explicó que estaba en la frontera de Siberia cuando oyó por primera vez de las “obras maravillosas” de Morphy y que había querido ver a Morphy desde entonces. Luego dijo a Morphy que debía ir a San Petersburgo, Rusia, ya que el club de ajedrez le recibiría con entusiasmo en el palacio imperial.
En Europa, Morphy ya era considerado generalmente como campeón mundial. En París, en un banquete en su honor, el busto de Morphy, del escultor Eugène-Louis Lequesne, fue coronado con laurel.
Morphy fue declarado por la reunión “el mejor ajedrecista que haya vivido nunca”. En otra reunión en Londres, a donde volvió en la primavera de 1859, Morphy fue proclamado de nuevo “campeón mundial”. Fue invitado también a asistir a una audiencia privada con la reina Victoria I. Morphy era tan dominante que ni los maestros le podían retar sin algún hándicap. En un encuentro simultáneo contra cinco maestros, Morphy ganó dos partidas contra Jules Arnous de Rivière y Henry Edward Bird, empató dos contra Samuel Boden y Johann Jakob Lówental, y perdió una contra Thomas Wilson Barnes.
Al regresar a América, los elogios continuaron mientras Morphy recorría las grandes ciudades de camino a Nueva Orleans. En la Universidad de Columbia de la ciudad de Nueva York, el 29 de mayo de 1859, John Van Buren, hijo del expresidente Martin Van Buren, terminó su discurso proclamando “Paul Morphy, campeón mundial de ajedrez!” En Boston, en un banquete al que asistían el poeta Henry Wadsworth Longfellow, Louis Agassiz, el alcalde Frederic W. Lincoln júnior, el presidente de la Universidad de Harvard, James Walker y otras lumbreras, el doctor Oliver Wendell Holmes brindó por Paul Morphy, “el campeón mundial del ajedrez.” La fama de Morphy atrajo a empresarios que buscaban que les hiciera promoción. Además, varios periódicos le pidieron que escribiera para ellos columnas sobre ajedrez, y dieron su nombre a un club de béisbol / pelota base en su honor.
Habiendo vencido a todo adversario serio, a finales de 1859 Morphy dijo que no jugaría más sin dar al menos el hándicap de peón y movimiento. Y tras volver al hogar se declaró jubilado del juego y, con escasas excepciones, abandonó la competición pública. Su naciente carrera de derecho fue interrumpida en 1861 por el arranque de la guerra de Secesión. Su hermano Edward se había sumado al ejército de la Confederación, mientras que su madre y sus hermanas optaron por emigrar a París. El servicio de Morphy en la guerra es una zona gris en la historia de su vida. Su biógrafo David Lawson dice “podría ser que formara parte del personal de Beauregard” (un general sureño). Lawson también relata una historia de un residente de Richmond en 1861 quien describe a Morphy como “oficial del personal de Beauregard”. Otras fuentes indican que el general consideraba a Morphy no cualificado para el servicio, aunque se lo había solicitado. Durante la guerra vivió en Nueva Orleans y en el extranjero, pasando tiempo en La Habana (1862, 1864) y París (1863).
Morphy nunca logró tener éxito como abogado. Sus intentos de abrir un despacho fracasaron; cuando tenía visitantes, invariablemente querían hablar de ajedrez, no de sus asuntos legales. Económicamente seguro y estable gracias a la fortuna de su familia, Morphy esencialmente pasó el resto de su vida ocioso. Sus admiradores nunca dejaron de pedirle que volviera al ajedrez, pero él siempre lo rechazó.
En general, su vida se rigió por una incomprensión y un complejo mental que lo frenaba en todo lo que buscó; su afán de mejorarse lo volvió retraído de joven, como a cualquier hombre genial le suele suceder.
Y esto es porque no son capaces de adaptarse a su entorno, en especial el social, ni a las repercusiones de la búsqueda de aquello que los podrían satisfacer.
Olvidado y oculto, sería una leyenda recordada como la del artista del ajedrez de todos los tiempos.
Pero, acorde con el sentimiento dominante en su tiempo, Morphy consideraba el ajedrez solo como una actividad de aficionados, y nunca lo estimó una ocupación seria. Los profesionales del ajedrez eran vistos como simples jugadores aficionados, y pasarían décadas antes de que llegara la era del ajedrecista profesional.
La tarde del 10 de julio de 1884, Morphy fue descubierto muerto en la bañera de su casa en Nueva Orleans, a la edad de cuarenta y siete años. Según la autopsia, había sufrido una apoplejía provocada por entrar al agua después de un largo paseo con el calor del mediodía. La mansión de los Morphy, vendida por la familia en 1891, se convirtió en el famoso restaurante Brennan’s.

## Estilo ajedrecista
Hoy muchos aficionados ven a Morphy como un jugador deslumbrante y agresivo, que sobresalía por ser capaz de sacrificar su dama y dar jaque mate a su oponente en unas pocas jugadas brillantes. El motivo de esta impresión es que a los autores de los libros de ajedrez les gusta reimprimir sus partidas más ostentosas. Morphy puede considerarse el primer ajedrecista moderno.  Algunas de sus partidas no parecen modernas porque no necesitaba los lentos sistemas posicionales que usan los grandes maestros de hoy, o que Staunton, Paulsen, y luego Wilhelm Steinitz desarrollaron. Sus oponentes todavía no habían dominado el juego abierto, así que lo jugaba contra ellos y prefería las posiciones abiertas porque traían éxito rápido. Jugaba las partidas abiertas casi a la perfección pero podía manejar cualquier tipo de posición, teniendo un entendimiento del ajedrez adelantado a su tiempo. Morphy sabía lo correcto por intuición y a este respecto se le ha comparado con José Capablanca. Era, como Capablanca, un niño prodigio; jugaba rápidamente y era muy difícil de derrotar. En una era anterior al uso del control de tiempo, Morphy habitualmente necesitaba menos de una hora por partida, mientras que sus oponentes necesitaban ocho horas o más. Löwenthal y Anderssen luego comentarían que era difícil de vencer incluso cuando se encontraba en una posición inferior, ya que sabía defenderse casi perfectamente. A la vez, era infalible en una posición prometedora. Anderssen comentó que tras una sola mala jugada, uno tranquilamente podía rendirse. “Gano mis partidas en setenta jugadas, pero Morphy gana las suyas en veinte” dijo Anderssen, explicando sus malos resultados contra Morphy.
De las 59 partidas “serias” de Morphy (jugadas en competiciones y en el torneo de Nueva York de 1857), ganó 42, empató 9, y perdió 8.
El campeón mundial Bobby Fischer notó que “Morphy y Capablanca tenían un enorme talento” y que si Morphy hubiera vivido en la época actual y hubiera estudiado la teoría y las ideas del juego moderno, habría sido capaz de vencer a cualquier jugador actual. Pero algunos comentaristas no están de acuerdo, entre ellos los grandes maestros Raymond Keene y Reuben Fine, quien escribió que “si estudiamos las partidas de Morphy críticamente, no podemos justificar tal conclusión".

## Legado
Garry Kasparov aseveró que el mérito histórico de Morphy consistió en percatarse de la relevancia de: 1) el rápido desarrollo de las piezas, 2) el dominio del centro, y 3) la apertura de los flancos, un cuarto de siglo antes de que Wilhelm Steinitz formalizara dichos principios. Kasparov sostuvo que Morphy puede considerarse el "precursor del ajedrez moderno", así como "el prototipo del gran maestro fuerte del siglo XX".
Bobby Fischer, notó el "talento extraordinario de Morphy y Capablanca", y llegó a afirmar que Morphy tenía el talento necesario para vencer a cualquier jugador de cualquier era si se le concedía tiempo para estudiar la teoría moderna. Reuben Fine discrepó de esta apreciación.
Garry Kasparov, Viswanathan Anand y Max Euwe afirmaron que Morphy estaba muy avanzado para su tiempo. A colación con esto último, Max Euwe describió a Morphy como "un genio del ajedrez en el sentido más estricto del término", siendo uno de los mejores.

## Sus encuentros en Europa
- Morphy - Löwental / Londres, 1858, (10.0 - 4.0) +9 =2 -3
- Morphy - Owen / Londres, 1858, (8.0 - 2.0) +7 =2 -1
- Morphy - Boden / Londres, 1858, (7.5 - 2.5) +6 =3 -1
- Morphy - Medley / Londres, 1858, (3.0 - 2.0) +3 =0 -2
- Morphy - Harrwitz / París, 1858, (10.0 - 4.0) +9 =2 -3
- Morphy - Anderssen / París, 1858, (8.0 - 3.0) +7 =2 -2
- Morphy - De Riviere / París, 1858, (3.5 - 2.5) +3 =1 -2
- Morphy - Mongredien / París, 1859, (7.5 - 0.5) +7 =1 -0